# Oti
Der Oti (oder Pendjari) ist ein westafrikanischer Fluss in Benin, Burkina Faso, Togo und Ghana. Er ist einer der vier großen Volta-Zuflüsse.

## Geographie
Der Fluss entspringt als Pendjari in den Atakora-Bergen in Benin. Er fließt zunächst nach Norden, macht aber dann eine Kehrtwendung nach Südwesten. Entlang seines Laufes verläuft ungefähr zwischen dem 1° 52' W-Meridian und dem Dreiländereck Benin-Togo-Burkina Faso die Grenze zwischen Benin und Burkina Faso. Der Fluss durchströmt dann zwischen Mandouri und Sansanné-Mango Nord-Togo in südwestlicher Richtung und fließt bei 10° 16′ 18″ N, 0° 22′ 43″ O erstmals auf ghanaisches Territorium. Er verläuft dann in fast südlicher Richtung entlang der ghanaisch-togolesischen Grenze mal auf ghanaischem, zumeist aber auf togolesischem Gebiet. Bei 9° 26′ 8″ N, 0° 14′ 38,6″ O wechselt er endgültig auf ghanaisches Gebiet über, bis er südlich des Dorfes Damanko in den Volta-Stausee mündet, in den er sich im Durchschnitt mit 500 m³/s ergießt.

### Einzugsgebiet
Das Einzugsgebiet des Flusses erstreckt sich zu vier ähnlich großen Teilen über die Anrainerstaaten.
| Staaten      | Einzugsgebiet der Landesfläche in [km²] | Prozent der Fläche des Einzugsgebiets | Prozent der Landesfläche |
| ------------ | --------------------------------------- | ------------------------------------- | ------------------------ |
| Ghana        | 16.801                                  | 22,4                                  | 7,0                      |
| Togo         | 21.572                                  | 28,7                                  | 38,0                     |
| Burkina Faso | 21.352                                  | 28,4                                  | 8,0                      |
| Benin        | 15.385                                  | 20,5                                  | 13,7                     |
| Gesamt       | 72.778                                  | 100                                   |                          |

## Hydrometrie
Die Durchflussmenge des Flusses wurde in Sabari bei etwa 2/3 des Einzugsgebietes in m³/s gemessen
- Diagrammdaten:
- Definition |
- Rohdaten |
- Hilfe

### Extremhochwasser
Nach exzessiven Regenfällen im Oktober 1998 kam es Anfang 1999 sowohl im nordtogolesischen Oti-Tal (Präfekturen Oti und Kpendjal) als auch im Hinterland der Küste (Präfektur Lacs) zu einem extremen Hochwasser, welches zahlreiche Einwohner in Flussnähe obdachlos werden ließ. Eine Beurteilungskommission des Internationalen Roten Kreuzes setzte damals die Zahl der Hilfsbedürftigen auf 15.785 Personen in 18 Gemeinden der Präfektur Lacs, 6530 Personen in 7 Gemeinden der Präfektur Oti und 8090 Personen in 27 Gemeinden der Präfektur Kpendjal fest. Im Zeitraum 17.–21. Februar 1999 wurden an der Küste und zwischen dem 21. Februar und 4. März 1999 in Oti und Kpendjal Hilfsgüter im Wert (Einkaufspreis) von 170.000 CHF an Hilfsbedürftige verteilt.

### Wasserqualität
Der pH-Wert des Oti-Wassers an seiner Mündung schwankt zwischen 6,4 und 6,7. Der Ionengehalt im Wasser betrug (1950er): Na+: 3,2 mg/l; K+: 0,22 mg/l; Ca2+: 300 mg/l; Mg2+: 11,6 mg/l; CO2 (gelöst): 39 mg/l; Cl−: 23,4 mg/l; SO42−: 96 g/l; SiO2: 132 mg/l.

## Wirtschaftliche Bedeutung

### Bedeutung als Verkehrsweg
Der Oti ist mit Booten kaum befahrbar. Bei Hochwasser wird der Bootsverkehr durch eine schnelle Strömung behindert, zahlreiche Stromschnellen kommen als Verkehrshindernisse hinzu. Bei Niedrigwasser ermöglichen Sandbänke an zahlreichen Stellen das Durchlaufen des Flussbettes, mitunter soll sogar ein Überqueren trockenen Fußes möglich sein.

### Bedeutung für den Ökotourismus
Südlich der nordtogolesischen Distrikthauptstadt Sansanné-Mango erstreckt sich von seinem linken Ufer an der Nationalpark Kéran (Parc National de la Keran). Im Nordosten der Republik Togo durchfließt der Oti das Oti-Wildtierreservat (La réserve de faune Oti-Mandouri), das auf beninischer Seite in den Nationalpark Pendjari übergeht sowie auf burkinischer Seite in den Arli-W-Singou-Complex (Nationalpark Arly, Réserve partielle de l'Arli, Réserve partielle de Pama, Nationalpark W, Réserve totale du Singou).

## Geschichte
Im nordtogolesischen Oti-Tal zwischen den Distrikthauptstädten Sansanné-Mango und Mandouri wurde 1999/2000 unter der Leitung des amerikanischen Anthropologen Philip de Barros eine archäologische Bestandsaufnahme vorgenommen. Man hoffte hier u. a. auch Fundplätze der Kintampo-Kultur aufzufinden, nachdem man einige Kintampo-Fundstücke in der weiter südöstlich gelegenen Bassar-Region gefunden hatte. Ein Vorhandensein solcher Fundplätze im Oti-Tal hätte bewiesen, dass die Träger der ghanaischen Kintampo-Kultur aus der Sahara kommend, durch das leicht begehbare Oti-Tal gekommen wären, zumal auch entlang des Weißen Volta, in den sich der Oti eigentlich ergießt, zahlreiche Kintampo-Fundplätze bekannt sind (z. B. bei Ntereso, 8° 47′ N, 2° 34′ W). Das Ergebnis der Untersuchung war jedoch mit Blick auf Kintampo negativ. Kein einziger Kintampo-Platz wurde aufgefunden und auch bei den hiesigen Bauern waren etwaige Fundstücke aus früherer Zeit unbekannt. Dies legt nahe, dass, wenn die Träger der Kintampo-Kultur wirklich aus der Sahara nach Ghana gekommen waren, sie nicht durch das Oti-Tal gezogen sind.